# 対面石八幡神社
対面石八幡神社（たいめんせきはちまんじんじゃ）は、静岡県駿東郡清水町にある神社。黄瀬川八幡神社（きせがわはちまんじんじゃ）とも。正式名は八幡神社（やはたじんじゃ）。
長泉町の割狐塚稲荷神社に兼務されている。

## 概要
黄瀬川と県道380号（旧国一）が交差する「黄瀬川大橋」の東方、八幡（やはた）地区に鎮座している。
南の「黄瀬川橋」を通る県道145号（旧東海道）から、200mに渡る長い参道が社殿に向けて北へ延びている。
創建不詳だが、社殿の西脇に、社名の由来にもなっている、治承4年（1180年）に源頼朝と源義経が対面して腰掛け、平家打倒を誓い合ったと伝承される腰掛け石「対面石（たいめんせき）」があるため、それ以前の創建ということになる。
徳川家康が、天正19年（1591年）に東海道を足柄越えから箱根越えに改めた際に、当社も西向きであった社殿を南向きにし、新しく長沢の地を割いて街道に面した参道を作らせ、社領二十石（後に実高四十石）を給し、八幡大菩薩と刻んだ神刀も奉納、天下太平を祈願した。
明治8年（1875年）、清水・長泉両地域の郷社に列せらた。

## 祭神
- 譽田別命（応神天皇）

相殿
- 比売神
- 息長足姫命